# امیلیو بوال کوکا
امیلیو بوال کوکا (انگلیسی: Emilio Buale Coka؛ زادهٔ ۲۶ نوامبر ۱۹۷۲) یک بازیگر زاده گینه استوایی و اهل اسپانیا است.
از فیلم‌ها یا برنامه‌های تلویزیونی که وی در آن نقش داشته‌است می‌توان به تفنگدار، درختان نخل در برف و سکو اشاره کرد.